# Iván Murrell
Iván Augustus Murrell Peters (Almirante, Panamá; 24 de abril de 1943 – Stuart, Estados Unidos; 8 de octubre de 2006) fue un beisbolista panameño que jugaba como outfielder. Jugó para los Houston Colt .45's & Astros, San Diego Padres, Atlanta Braves y Mineros de Fresnillo en México, aquí es donde obtuvo el apodo de «La Pantera Panameña» jugó para la liga «ANABE».

## Carrera
nació en Almirante, provincia de Bocas del Toro, un 24 de abril de 1943. Fue firmado en 1963 por los Houston Colt .45's & Astros, como agente libre internacional. Murrel debutó en las Grandes Ligas el 28 de septiembre de 1963 en la victoria de su equipo 9-1 sobre los Mets. En ese partido reemplazó en la parte alta del octavo episodio a Howie Goss y se quedó patrullando el jardín central ese día. Su último partido en Las Mayores fue el 2 de octubre de 1974 en la victoria de los Bravos 13-0 sobre los Rojos; se fue de 1-1 con una carrera anotada. En las 10 Temporadas que estuvo en las Grandes Ligas, jugó con tres equipos los Houston Colt .45's/Astros entre 1963 a 1964 y entre 1967 a 1968, San Diego Padres entre 1969 hasta 1973 y Bravos de Atlanta en 1974. En la carrera de Murrel, destaca que fue elegido en el Draft de expansión de 1968 (pique 42) por los Padres de San Diego, procedente de los Astros de Houston. La Temporada de 1970 es catalogada como su mejor campaña como profesional, bateando 12 cuadrangulares con los Padres. El 1 de abril de 1974, sería reclamado de la lista de waivers de los Padres, por los Bravos de Atlanta. Su como carrera profesional en Las Mayores terminaría en Atlanta. En 10 Temporadas en que jugó en las Grandes Ligas, participó 564 partidos, acumulado 1306 turnos oficiales al bate, conectando 308 imparables y acumuló un promedio de bateo de .236 AVG. Conectó 41 dobles, 15 triples y 33 HR. Anotó 126 carreras, empujó 123 y se robó 20 bases. Murrel jugaba en la Liga Venezolana de Béisbol Profesional y lo hizo con los Navegantes del Magallanes y los Tiburones de La Guaira. entre 1976 hasta 1983 jugó en diferentes equipos de la Liga Mexicana de Béisbol.